# Mutter (сингл)
«Mutter» — сингл гурту «Rammstein».

## Пісня
У пісні описується нестача щирого материнського тепла упродовж життя. Її метафора — «родима плямка», від якої герой хоче позбутися за будь-яку ціну. Тобто, позбутися дитячих комплексів, які виникли через нестачу материнської любові.
Також Entferne es mit Messers Kuss, Auch wenn ich verbluten muss — символізує рішучість у боротьбі, бо герой хоче позбутися поганого, що лишилося. Й Mutter! Oh gib mir Kraft — це сподівання на те, що для цього прийдуть сили.

## Трек-ліст
1. «Mutter» (Radio Edit) — 3:40
2. «Mutter» (Vocoder Mix) — 4:32
3. «5/4» — 5:30
4. «Mutter» (Sono's Inkubator Mix) — 7:22

- The 2-track edition included «Mutter» (Radio Edit) and «5/4».